# Eddy van der Hilst
Edgar Harry Eugéne (Eddy/Edje) van der Hilst (Paramaribo, 28 december 1943 - aldaar, 21 april 2022) was een Surinaams taalkundige, vertaler en surinamist.

## Biografie
Eddy van der Hilst studeerde linguïstiek (in het bijzonder die van de Afrikaanse en creooltalen) bij Jan Voorhoeve aan de Rijksuniversiteit Leiden en hij was betrokken bij het linguïstisch onderzoekswerk naar het Sranantongo van Voorhoeve.
Van der Hilst was lid van de spellingscommissie voor het Sranantongo, die in 1984 werd ingesteld en in 1986 een nieuwe officiële spelling afkondigde. In 1987 begon hij met een cursus Sranantongo op de Surinaamse televisie, die hij later herhaalde en die in 1988 ook leidde tot de boekuitgave Skrifi Sranantongo bun, leysi en bun tu. Voor het rooms-katholiek bisdom verzorgde hij samen met pater B. Roest een bijna 1100 pagina’s tellende uitgave van een vertaling van de Bijbellezingen voor de zon- en feestdagen vanuit de grondtekst naar het Sranantongo: de Leysipisi. Voor de Stichting Surinaams Bijbelgenootschap in samenwerking met The United Bible Society vertaalde hij de evangelies. Ook vertaalde hij verzen uit de Koran naar het Sranantongo, bij gelegenheid van het eeuwfeest van de Ahmadiya moeslims in Suriname. Ook is hij actief geweest binnen de Sranan Akademiya, een gezelschap dat zich inzet voor het conserveren en stimuleren van het Sranantongo.
Hij zorgde voor de Nederlandse vertaling van Griot van de dichter S. Sombra. Over het Sranantongo en de poëzie van enkele Sranantongo dichters (onder meer Johanna Schouten-Elsenhout) droeg hij artikelen bij aan De Ware Tijd Literair.
Van der Hilst is ook actief geweest binnen de Sranan Akademiya, een gezelschap van personen die zich beijveren om het Sranantongo te bestuderen en te promoten.
Daarmee stond hij ook achter het initiatief van de Sranan Taki app: een digitaal woordenboek opgezet door de heer J. van Eer om de Surinaamse cultuur te promoten.
Hij was regelmatig te treffen bij "Tori Oso" waar hij zijn liefde van de Surinaamse cultuur deelde.
In 2022 werd hij een maand lang geëerd met een plaats op de Iconenkalender van NAKS.

## Boekuitgaven van Van der Hilst
- De taalsituatie in Suriname. [S.l.]: 1975. (Kleine uitgave, samen met R. Wekker.).
- Johanna Schouten-Elsenhout, Sranan pangi. Voorwoord: Jan Voorhoeve. Paramaribo: Bureau Volkslektuur, 1974. Boek met odo's (spreekwoorden); tekst verzorgd door E. van der Hilst.
- Skrifi Sranantongo bun, leysi en bun tu. Paramaribo: 1988. (Spellings- en leerboek Sranan)
- Leysipisi fu den sunde nanga den fesadey. Paramaribo: Lomsukerki, 1988. (vertaling Bijbellezingen, met B. Roest)
- Tyari fri kon: wan tu prakseri fu sdon denki: wan brifi fu fristeri Esteban Kross na a okasi taki a tron pristri 2-7-1988. Paramaribo: 1988. (Gelegenheidsuitgave bij de priesterwijding van Esteban Kross; met Joop Vernooij).
- Fersi san piki puru na a Santa Kurân. Islamabad: Islam International Publications, Ltdf., 1988. (bloemlezing Koran-verzen; vertaling)
- S. Sombra, Griot. Paramaribo: Eigen beheer, 1992. (Nederlandse vertaling)
- De spelling van het Sranan; Hoe en waarom zo. Paramaribo: Eigen beheer, 2008.
- Taki Sranantongo bun, de grammatica van het Sranan deel 1. Paramaribo: Eigen beheer, 2013.